# Goh Keumarah
Goh Keumarah är ett berg i Indonesien.   Det ligger i provinsen Aceh, i den västra delen av landet, 1 900 km nordväst om huvudstaden Jakarta. Toppen på Goh Keumarah är 381 meter över havet, eller 133 meter över den omgivande terrängen. Bredden vid basen är 4,9 km. Goh Keumarah ligger på ön Pulau Breueh.
Terrängen runt Goh Keumarah är huvudsakligen kuperad, men åt sydost är den platt. Havet är nära Goh Keumarah åt sydost.